# Olax angulata
Olax angulata är en tvåhjärtbladig växtart som beskrevs av Alexander Segger George. Olax angulata ingår i släktet Olax och familjen Olacaceae. Inga underarter finns listade i Catalogue of Life.